# Banc Central de la República Popular Democràtica de Corea
El Banc Central de la República Popular Democràtica de Corea (en coreà: 조선민주주의인민공화국 중앙은행) és el banc central de Corea del Nord. Va ser fundat i establert el 6 de desembre de 1947, i és el banc emissor del Wŏn nord-coreà. Ri Kwang-gon és el president d'aquesta entitat des d'abril del2009, però va ser succeït des del canvi de poder en favor d'un candidat proposat pel líder Kim Jong-un.

## Història
El 15 de febrer de 1946, es va anunciar la creació d'un banc central per a Corea del Nord, la part de la península de Corea que estava sota el control de les Forces Armades Soviètiques. Tanmateix, el banc va fallar en el compliment dels seus objectius, sent insostenible pels seus costos d'operació, i després d'una capitalització ineficaç de 100 milions de wŏns. El comitè de govern de Corea del Nord no seguiria mantenint a un banc tan desfavorable, i tria el crear-ho sobre la base del "Banc dels Grangers", que existia per a aquest moment. Posteriorment, en 1946 les funcions i serveis de la banca van ser consolidats en dues institucions principalment, el Banc Central de la República Popular Democràtica de Corea i el Banc dels Agricultors. Per a juny de 1947, prop d'1,000 milions de wŏns van ser concentrats al Banc Central, permetent-li estendre una línia de crèdit que va totalitzar uns 900 milions de wŏns, i donada per afavorir el creixement i reparació de l'economia i la seva rehabilitació. Aquesta consolidació es va reflectir en una tornada als objectius originals del Comitè de Poder Popular, que volia mantenir un control molt proper de la totalitat de l'economia i les seves activitats, molt a la manera soviètica; i qualsevol intent opositor per part del comitè al capdavant dels seus dirigents i que volgués una banca en mans del poble serien remoguts dels seus llocs. El 6 de desembre de 1947, un programa de reforma integral a les polítiques monetàries va ser anunciat.
En 1959, el Banc Central i el de l'Agricultura van ser fusionats en la forma de l'actual Banc Central de la República Popular Democràtica de Corea. El Banc de Comerç Exterior de la República Popular de Corea del Nord després seria establert per manejar el comerç exterior fet com un intermediari del Banc Central de la República Popular Democràtica de Corea en les seves negociacions internacionals.Aquest Banc Central disposa de prop de 220 sucursals.

## Actualitat
En el 2009, després d'una sèrie de devaluacions consecutives, el Banc central va determinar que per afavorir les seves mesures a favor del creixement econòmic era millor devaluar la seva moneda, la qual cosa va portar a diverses mesures dràstiques, com la impressió de nou diner circulant